# A Woman's Way (film 1916)
A Woman's Way è un film muto del 1916 diretto da Barry O'Neil e interpretato da Ethel Clayton e Carlyle Blackwell. La sceneggiatura di Frances Marion si basa sull'omonimo lavoro teatrale di Thompson Buchanan che, prodotto da William A. Brady, era stato un successo di Broadway rimanendo in scena dal 22 febbraio 1909 al maggio 1909.

## Produzione
Il film fu prodotto dalla Peerless Productions.

## Distribuzione
Il copyright del film, richiesto dalla World Film Corp., fu registrato il 5 agosto 1916 con il numero LU8874.
Distribuito dalla World Film e presentato da William A. Brady, il film uscì nelle sale cinematografiche statunitensi il 7 agosto 1916.
Una copia completa della pellicola si trova conservata negli archivi del Filmmuseum di Amsterdam.